# Hans Peder Steensby

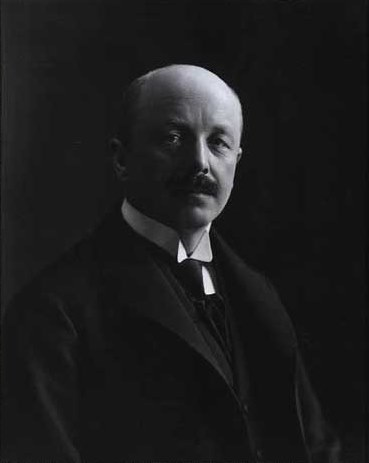
Hans Peder Steensby

Hans Peder Steensby (* 25. März 1875 in Steensby, Kirchspielgemeinde Skamby Sogn auf der Insel Fünen; † 20. Oktober 1920 an Bord des Schiffes Frederik VIII) war ein dänischer Ethnograph und Geograph.
Als Sohn des Kleinbauern Jens Hansen hieß er ursprünglich Hans Peder Jensen, nahm jedoch im Jahre 1902 den Namen seines Geburtsortes Steensby an. Er war Absolvent der traditionsreichen Odenseer Kathedralenschule, 1900 erlangte er den Grad eines cand.mag. und war an Schulen in Kopenhagen als Lehrer tätig. Nach einem Aufenthalt in Berlin erfolgte 1905 die Promotion zum Doktor der Philosophie. Im Jahre 1908 unternahm er eine Studienreise nach Algier und Tunis, wo er das Bewässerungswesen und die Kultur der Nomaden studierte. 1909 besuchte er bei einer weiteren Reise die Eskimos am Kap York im Norden Grönlands und wurde 1911 Professor für Geographie an der Universität von Kopenhagen. Später, 1913, führte ihn eine weitere Studienreise nach Ägypten und in den ägyptischen Sudan. In seinen letzten Jahren beschäftigte sich Steensby mit den Vinland-Sagas und schlug eine neue Hypothese zur Verortung Vinlands vor. Zum Zwecke der Erforschung dieses Themas war er 1920 nach Kanada gereist und starb auf der Rückfahrt eines plötzlichen Todes.
Er blieb unverheiratet und wurde auf dem Friedhof von Skamby begraben. Ein Reisestipendien-Programm für Studenten der Geographie, auf Grundlage seines Nachlasses, trägt heute seinen Namen ebenso wie einer der großen Gletscher Nordgrönlands.

## Werke
(Auswahl)
- Om Eskimokulturens Oprindelse (Über die Herkunft der Eskimokultur, Dissertation, 1905),
- Foreløbige Betragtninger over Danmarks Raceanthropologi in Meddelelser om Danmarks Anthropologi I, 1907,
- Nogle ethnografiske Iagttagelser fra en Rejse i Algier og Tunis 1908 in Geografisk Tidsskrift, XIX und XX,
- Contributions to the Ethnology and Anthropo-Geography of the Polar Eskimos Meddelelser om Grønland, XXXIV 1910,
- Indledning til det geografiske Studium ved Københavns Universitet (1920),
- The Norsemen's Route from Greenland to Wineland (1918),
- Om de danske Øers geografiske Udvikling (1925, posthum veröffentlicht)

## Nachruf
- Gudmund Hatt: "Professor, Dr. phil. H. P. Steensby. død d 20. Oktober 1920" (Geografisk Tidsskrift, Bind 25; 1919) (dänisch)